# Odd Grenland Ballklubb 2010
Questa voce raccoglie le informazioni riguardanti l'Odd Grenland Ballklubb nelle competizioni ufficiali della stagione 2010.

## Stagione
L'Odd Grenland chiuse la stagione al 5º posto in classifica, mentre l'avventura nel Norgesmesterskapet 2010 terminò in semifinale con l'eliminazione per mano dello Strømsgodset. Il calciatore più utilizzato in stagione fu Steffen Hagen, che giocò 36 partite (30 di campionato e 6 in coppa). Il miglior marcatore fu Péter Kovács con 12 reti (6 in campionato e 6 in coppa).

## Maglie e sponsor
Lo sponsor tecnico per la stagione 2010 fu Adidas, mentre lo sponsor ufficiale fu Skagerak. La divisa casalinga fu composta da una maglietta bianca con inserti neri, pantaloncini neri e calzettoni bianchi. Quella da trasferta prevedeva invece una maglietta nera, pantaloncini bianchi e calzettoni neri.
| Casa | Trasferta |

## Rosa
| N. |                     | Ruolo | Calciatore           |
| -- | ------------------- | ----- | -------------------- |
| 1  | Islanda (bandiera)  | P     | Árni Gautur Arason   |
| 2  | Norvegia (bandiera) | C     | Håvard Storbæk       |
| 3  | Norvegia (bandiera) | D     | Anders Rambekk       |
| 4  | Norvegia (bandiera) | D     | Morten Fevang        |
| 5  | Norvegia (bandiera) | D     | Torjus Hansén        |
| 6  | Norvegia (bandiera) | C     | Simen Brenne         |
| 7  | Norvegia (bandiera) | C     | Tommy Svindal Larsen |
| 8  | Norvegia (bandiera) | C     | Jone Samuelsen       |
| 9  | Svezia (bandiera)   | A     | Mattias Andersson    |
| 9  | Ungheria (bandiera) | A     | Péter Kovács         |
| 10 | Norvegia (bandiera) | C     | Magnus Lekven        |
| 11 | Norvegia (bandiera) | C     | Morten Sundli        |
| 13 | Norvegia (bandiera) | A     | Magnus Myklebust     |

| N. |                     | Ruolo | Calciatore          |
| -- | ------------------- | ----- | ------------------- |
| 14 | Norvegia (bandiera) | D     | Fredrik Semb Berge  |
| 15 | Norvegia (bandiera) | A     | Elbasan Rashani     |
| 17 | Norvegia (bandiera) | D     | Emil Jonassen       |
| 18 | Norvegia (bandiera) | D     | Vegard Landaas      |
| 19 | Norvegia (bandiera) | A     | Snorre Krogsgård    |
| 20 | Norvegia (bandiera) | C     | John Anders Bjørkøy |
| 21 | Norvegia (bandiera) | D     | Steffen Hagen       |
| 22 | Norvegia (bandiera) | A     | Torgeir Børven      |
| 23 | Norvegia (bandiera) | A     | Fredrik Gulsvik     |
| 26 | Nigeria (bandiera)  | A     | Bentley             |
| 28 | Norvegia (bandiera) | P     | Dag Ole Thomassen   |
| 30 | Norvegia (bandiera) | P     | Andreas Lie         |

## Calciomercato

### Sessione invernale(dal 01/01 al 31/03)
| Acquisti | Acquisti         | Acquisti | Acquisti   |
| R.       | Nome             | da       | Modalità   |
| -------- | ---------------- | -------- | ---------- |
| P        | Andreas Lie      |          | svincolato |
| C        | Jone Samuelsen   | Viking   | definitivo |
| A        | Magnus Myklebust |          | svincolato |

| Cessioni | Cessioni       | Cessioni | Cessioni   |
| R.       | Nome           | a        | Modalità   |
| -------- | -------------- | -------- | ---------- |
| P        | Simen Walmann  |          | svincolato |
| D        | Søren Jensen   | Randers  | prestito   |
| C        | Kenneth Dokken |          | svincolato |

### Sessione estiva(dal 01/08 al 31/08)
| Acquisti | Acquisti          | Acquisti    | Acquisti   |
| R.       | Nome              | da          | Modalità   |
| -------- | ----------------- | ----------- | ---------- |
| D        | Vegard Landaas    | Monaco      | definitivo |
| A        | Mattias Andersson | Fredrikstad | definitivo |

| Cessioni | Cessioni        | Cessioni   | Cessioni   |
| R.       | Nome            | a          | Modalità   |
| -------- | --------------- | ---------- | ---------- |
| A        | Fredrik Gulsvik | Sandefjord | definitivo |
| A        | Péter Kovács    | Lierse     | definitivo |

## Risultati

### Eliteserien

#### Girone di andata
| Arbitro: | Staberg (Harstad) |

|                         |           |                                     |
| Myklebust 3’ Fevang 52’ | Marcatori | 13’ Nannskog 41’ Andersson 89’ Hoff |

| Arbitro: | Helgerud (Lier) |

|           |           |                         |
| Frejd 90’ | Marcatori | 58’ Myklebust 84’ Hagen |

| Arbitro: | Sandmoen (Kjelsås) |

|                                        |           |           |
| Bentley 46’, 77’ Brenne 70’ Kovács 73’ | Marcatori | 80’ Sørum |

| Arbitro: | Olsen (Kristiansund) |

|          |           |            |
| Lamøy 6’ | Marcatori | 70’ Brenne |

| Arbitro: | Øvrebø (Oslo) |

|           |           |                              |
| Kovács 9’ | Marcatori | 18’, 54’ Henriksen 54’ Prica |

| Arbitro: | Edvartsen (Hamar) |

|              |           |               |
| Børufsen 20’ | Marcatori | 25’ Myklebust |

| Arbitro: | Skjerven (Kaupanger) |

|            |           |           |
| Kovács 12’ | Marcatori | 90’ Steen |

| Arbitro: | Hauge (Bergen) |

|                                                        |           |            |
| Madsen 17’ Hæstad 24’, 44’ Moa 57’ Singh 75’ Zajić 86’ | Marcatori | 51’ Børven |

| Skien 2 maggio 2010, ore 18:00 9ª giornata | Odd Grenland       | 0 – 0 referto | Brann | Skagerak Arena (18.727 spett.)\| Arbitro: \| Hafsås (Trondheim) \| |
| Arbitro:                                   | Hafsås (Trondheim) |               |       |                                                                    |

| Arbitro: | Sælen (Bergen) |

|  |           |                                               |
|  | Marcatori | 19’ Gulsvik 34’ Fevang 38’ Storbæk 76’ Brenne |

| Arbitro: | Staberg (Harstad) |

|                   |           |  |
| Mathisen 46’, 57’ | Marcatori |  |

| Arbitro: | Øvrebø (Oslo) |

|            |           |            |
| Fevang 54’ | Marcatori | 40’ Ahamed |

| Arbitro: | Sandmoen |

|                                    |           |                              |
| Elyounoussi 43’ Mouelhi 60’ (rig.) | Marcatori | 17’ Kovács 30’ (rig.) Fevang |

| Arbitro: | Johnsen (Tønsberg) |

|              |           |  |
| Samuelsen 5’ | Marcatori |  |

| Arbitro: | Edvartsen (Hamar) |

|                            |           |           |
| Fillo 53’, 61’, 82’ (rig.) | Marcatori | 87’ Hagen |

#### Girone di ritorno
| Arbitro: | Olsen (Kristiansand) |

|             |           |              |
| Bentley 90’ | Marcatori | 76’, 78’ Moa |

| Arbitro: | Moen (Haugesund) |

|                    |           |                       |
| Iversen 14’ (rig.) | Marcatori | 76’ (aut.) Stadsgaard |

| Arbitro: | Berntsen (Vang) |

|                       |           |  |
| Storbæk 42’ Berge 78’ | Marcatori |  |

| Arbitro: | Hagen (Grue) |

|                        |           |            |
| Bangura 20’ Konate 89’ | Marcatori | 80’ Kovács |

| Arbitro: | Hauge (Bergen) |

|                  |           |             |
| Bentley 54’, 58’ | Marcatori | 47’ Sundgot |

| Arbitro: | Hagen (Grue) |

|                           |           |            |
| Kayke 23’, 63’ Mourad 78’ | Marcatori | 13’ Kovács |

| Skien 29 agosto 2010, ore 18:00 22ª giornata | Odd Grenland       | 0 – 0 referto | Kongsvinger | Skagerak Arena (6.220 spett.)\| Arbitro: \| Hafsås (Trondheim) \| |
| Arbitro:                                     | Hafsås (Trondheim) |               |             |                                                                   |

| Arbitro: | Staberg (Harstad) |

|                             |           |                   |
| Fevang 2’ (rig.) Børven 47’ | Marcatori | 35’ (aut.) Fevang |

| Arbitro: | Skjerven (Kaupanger) |

|  |           |                           |
|  | Marcatori | 1’, 23’ Brenne 76’ Børven |

| Arbitro: | Hagen (Grue) |

|                                           |           |  |
| Børven 9’, 35’, 67’, 80’ (rig.) Berge 90’ | Marcatori |  |

| Arbitro: | Johnsen (Tønsberg) |

|                                         |           |  |
| Steinsland 38’ Andreassen 45’ Sørum 48’ | Marcatori |  |

| Arbitro: | Øvrebø (Oslo) |

|                 |           |                |
| Bentley 7’, 59’ | Marcatori | 48’ Sigurðsson |

| Molde 24 ottobre 2010, ore 18:00 28ª giornata | Molde              | 0 – 0 referto | Odd Grenland | Aker Stadion (7.361 spett.)\| Arbitro: \| Hafsås (Trondheim) \| |
| Arbitro:                                      | Hafsås (Trondheim) |               |              |                                                                 |

| Arbitro: | Helgerud (Lier) |

|                         |           |          |
| Bentley 20’ Rambekk 90’ | Marcatori | 81’ Årst |

| Arbitro: | Skjerven (Kaupanger) |

|              |           |             |
| Amankwah 90’ | Marcatori | 80’ Bentley |

### Norgesmesterskapet
| Arbitro: | Johansen (Brevik) |

|                           |           |                                  |
| Gulliksen 54’ Bosnjak 72’ | Marcatori | 4’ Storbæk 40’ Kovács 80’ Sundli |

| Arbitro: | Johansen (Brevik) |

|              |           |                 |
| Pedersen 32’ | Marcatori | 85’, 89’ Børven |

| Skien 9 giugno 2010, ore 18:00 Terzo turno                                                                     | Odd Grenland | 6 – 2 referto              | Mjøndalen | Skagerak Arena |
| \| \| \| \| \| Storbæk 19’, 35’ Kovács 38’, 39’ Gulsvik 69’, 77’ \| Marcatori \| 20’ Paul 66’ (aut.) Fevang \| |              |                            |           |                |
| |              |                            |           |                |
| Storbæk 19’, 35’ Kovács 38’, 39’ Gulsvik 69’, 77’                                                              | Marcatori    | 20’ Paul 66’ (aut.) Fevang |           |                |

| Arbitro: | Skjerven (Kaupanger) |

|               |           |                                                         |
| Byfuglien 90’ | Marcatori | 6’ Brenne 27’, 56’ Kovács 41’ (rig.) Fevang 90’ Bentley |

| Arbitro: | Sælen (Bergen) |

|                                 |           |               |
| Bertelsen 22’ (aut.) Kovács 57’ | Marcatori | 28’ Ingelsten |

| Arbitro: | Moen (Haugesund) |

|                           |           |  |
| Morrison 100’ Kamara 119’ | Marcatori |  |

## Statistiche

### Statistiche di squadra
| Competizione       | Punti | In casa | In casa | In casa | In casa | In casa | In casa | In trasferta | In trasferta | In trasferta | In trasferta | In trasferta | In trasferta | Totale | Totale | Totale | Totale | Totale | Totale | DR  |
| Competizione       | Punti | G       | V       | N       | P       | Gf      | Gs      | G            | V            | N            | P            | Gf           | Gs           | G      | V      | N      | P      | Gf     | Gs     | DR  |
| ------------------ | ----- | ------- | ------- | ------- | ------- | ------- | ------- | ------------ | ------------ | ------------ | ------------ | ------------ | ------------ | ------ | ------ | ------ | ------ | ------ | ------ | --- |
| Eliteserien        | 46    | 15      | 8       | 4       | 3       | 26      | 15      | 15           | 4            | 6            | 5            | 22           | 26           | 30     | 12     | 10     | 8      | 48     | 41     | +7  |
| Norgesmesterskapet | -     | 2       | 2       | 0       | 0       | 8       | 3       | 4            | 3            | 0            | 1            | 10           | 6            | 6      | 5      | 0      | 1      | 18     | 9      | +9  |
| Totale             | -     | 17      | 10      | 4       | 3       | 34      | 18      | 19           | 7            | 6            | 6            | 32           | 32           | 36     | 17     | 10     | 9      | 66     | 50     | +16 |

### Andamento in campionato
| Giornata  | 1 | 2 | 3 | 4 | 5 | 6 | 7 | 8 | 9 | 10 | 11 | 12 | 13 | 14 | 15 | 16 | 17 | 18 | 19 | 20 | 21 | 22 | 23 | 24 | 25 | 26 | 27 | 28 | 29 | 30 |
| --------- | - | - | - | - | - | - | - | - | - | -- | -- | -- | -- | -- | -- | -- | -- | -- | -- | -- | -- | -- | -- | -- | -- | -- | -- | -- | -- | -- |
| Luogo     | C | T | C | T | C | T | C | T | C | T  | T  | C  | T  | C  | T  | C  | T  | C  | T  | C  | T  | C  | C  | T  | C  | T  | C  | T  | C  | T  |
| Risultato | P | V | V | N | P | N | N | P | N | V  | V  | N  | N  | V  | P  | P  | N  | V  | P  | V  | P  | N  | V  | V  | V  | P  | V  | N  | V  | N  |
| Posizione |   |   |   |   |   |   |   |   |   |    |    |    |    |    |    |    |    |    |    |    |    |    |    |    |    |    |    |    |    | 5  |

Fonte:  Tippeligaen 2010, su altomfotball.no, Altomfotball.
Legenda:

Luogo: C = Casa; T = Trasferta. Risultato: V = Vittoria; N = Pareggio; P = Sconfitta.

### Statistiche dei giocatori
| M. Andersson      | 4  | 0 | 0 | 0 | 1 | 0 | 0 | 0 |  |  |  |  | 5  | 0  | 0 | 0 |
| Á. Arason         | 24 | 0 | 0 | 0 | 3 | 0 | 0 | 0 |  |  |  |  | 27 | 0  | 0 | 0 |
| Bentley           | 29 | 9 | 1 | 0 | 6 | 1 | 0 | 0 |  |  |  |  | 35 | 10 | 1 | 0 |
| J. Bjørkøy        | 0  | 0 | 0 | 0 | 0 | 0 | 0 | 0 |  |  |  |  | 0  | 0  | 0 | 0 |
| T. Børven         | 21 | 8 | 0 | 0 | 4 | 2 | 0 | 0 |  |  |  |  | 25 | 10 | 0 | 0 |
| S. Brenne         | 28 | 6 | 5 | 0 | 5 | 1 | 0 | 0 |  |  |  |  | 33 | 7  | 5 | 0 |
| M. Fevang         | 29 | 6 | 4 | 0 | 5 | 1 | 0 | 0 |  |  |  |  | 34 | 7  | 4 | 0 |
| F. Gulsvik        | 8  | 1 | 0 | 0 | 3 | 2 | 0 | 0 |  |  |  |  | 11 | 3  | 0 | 0 |
| S. Hagen          | 30 | 2 | 2 | 0 | 6 | 0 | 0 | 0 |  |  |  |  | 36 | 2  | 2 | 0 |
| T. Hansén         | 24 | 0 | 0 | 0 | 3 | 0 | 0 | 0 |  |  |  |  | 27 | 0  | 0 | 0 |
| E. Jonassen       | 1  | 0 | 0 | 0 | 1 | 0 | 0 | 0 |  |  |  |  | 2  | 0  | 0 | 0 |
| P. Kovács         | 22 | 6 | 2 | 0 | 5 | 6 | 0 | 0 |  |  |  |  | 27 | 12 | 2 | 0 |
| S. Krogsgård      | 2  | 0 | 0 | 0 | 1 | 0 | 0 | 0 |  |  |  |  | 3  | 0  | 0 | 0 |
| V. Landaas        | 0  | 0 | 0 | 0 | - | - | - | - |  |  |  |  | 0  | 0  | 0 | 0 |
| M. Lekven         | 29 | 0 | 2 | 0 | 5 | 0 | 0 | 0 |  |  |  |  | 34 | 0  | 2 | 0 |
| A. Lie            | 6  | 0 | 0 | 0 | 3 | 0 | 0 | 0 |  |  |  |  | 9  | 0  | 0 | 0 |
| M. Myklebust      | 21 | 3 | 2 | 0 | 3 | 0 | 1 | 0 |  |  |  |  | 24 | 3  | 3 | 0 |
| A. Rambekk        | 30 | 1 | 2 | 0 | 5 | 0 | 1 | 0 |  |  |  |  | 35 | 1  | 3 | 0 |
| E. Rashani        | 0  | 0 | 0 | 0 | 1 | 0 | 0 | 0 |  |  |  |  | 1  | 0  | 0 | 0 |
| J. Samuelsen      | 28 | 1 | 3 | 0 | 6 | 0 | 1 | 0 |  |  |  |  | 34 | 1  | 4 | 0 |
| F. Semb Berge     | 20 | 2 | 2 | 0 | 6 | 0 | 0 | 0 |  |  |  |  | 26 | 2  | 2 | 0 |
| H. Storbæk        | 29 | 2 | 1 | 1 | 6 | 3 | 1 | 0 |  |  |  |  | 35 | 5  | 2 | 1 |
| M. Sundli         | 8  | 0 | 0 | 0 | 1 | 1 | 0 | 0 |  |  |  |  | 9  | 1  | 0 | 0 |
| T. Svindal Larsen | 15 | 0 | 2 | 0 | 4 | 0 | 0 | 0 |  |  |  |  | 19 | 0  | 2 | 0 |
| D. Thomassen      | 0  | 0 | 0 | 0 | 0 | 0 | 0 | 0 |  |  |  |  | 0  | 0  | 0 | 0 |